# Tödliche Deals – Deutsche Waffen für die Welt
Tödliche Deals – Deutsche Waffen für die Welt ist ein 45-minütiger Dokumentarfilm der Autoren Dominic Egizzi und Carsten Binsack aus dem Jahr 2013. Er behandelt die deutschen Rüstungsexporte sowie die engen und teilweise undurchsichtigen Verstrickungen zwischen Politik und Rüstungsindustrie.

## Inhalt
Der Film beschäftigt sich mit den Exporten der deutschen Rüstungsindustrie. Die Bundesrepublik Deutschland ist einer der größten Waffenexporteure der Welt. Obwohl es scheinbar strenge Ausfuhrregeln gibt, werden mit Waffenexporten jedes Jahr Geschäfte in Milliardenhöhe gemacht.
Die Autoren beleuchten zum Beispiel Panzerlieferungen nach Indonesien oder Saudi-Arabien. Dabei kommen hochrangige Akteure, wie der Geschäftsführer von Krauss-Maffei Wegmann (KMW) und ein ehemaliger Staatssekretär zu Wort, der an zahlreichen Sitzungen des Bundessicherheitsrats teilgenommen hat.
Informationen aus diesem Gremium dringen nur selten nach außen, u. a. da den Mitgliedern eine Haftstrafe von bis zu fünf Jahren droht, wenn sie gegen die Geheimhaltungspflicht verstoßen.

## Ausstrahlung
Der Film wurde erstmals am 22. Mai 2013 um 22.45 Uhr im ZDF ausgestrahlt.

## Auszeichnungen
Die Fernsehdokumentation wurde 2014 für den Ernst-Schneider-Preis nominiert.